# Белые Кресты (Вологодская область)
Белые Кресты — село в Чагодощенском районе Вологодской области. Административный центр Белокрестского сельского поселения.
Образовано 16 сентября 1991 года в соответствии с Федеральным законом № 131 «Об общих принципах организации местного самоуправления в Российской Федерации». В состав сельского поселения вошёл Белокрестский сельсовет.
Расположено на берегу реки Песь, примыкает к пгт Сазоново. Расстояние по автодороге до районного центра Чагоды — 13 км. Ближайшие населённые пункты — Ерохово, Марьино.
По переписи 2002 года население — 430 человек (209 мужчин, 221 женщина). Преобладающая национальность — русские (99 %).
На территории имеется детский сад «Теремок», 2 торговые точки, 1 сельский клуб, 1 библиотека, гостиница «Золотой скорпион», колхоз «Сазоновский».

## История
На месте села Белые Кресты издавна существовала пустошь Селища, с 80-х годов XVIII века известная как выставка Белые Кресты. К концу 19 столетия она превратилась в село с деревенькой Попово — поселением церковного притча.
В 1785 году началось строительство Покровской церкви, которая окончательно была построена в 1805 году. Её прообразом послужила Казанская церковь в г. Устюжне. Сооружен храм был «тщанием прихожан», которые создали свой приход, выделившийся из Избоищского. Покровская церковь — шестая и последняя по счету постройка такого типа в уезде.
Одновременно с храмом построили и колокольню, обладавшую благовестным колоколом весом в две тонны. На приходе с конца XIX века по 1916 год служил известный историк-краевед, протоирей Григорий Дмитриевич Яковцевский, известный в столичных кругах как почитатель и ревнитель старины. Погребли его 20 декабря 1916 года недалеко от северной стены Покровской церкви в Белых Крестах. Закрытие церкви произошло в марте 1933 года. Затем храм, обезглавленный и обезличенный, использовался под склад, клуб, контору. В 1992 году храм возвратили Церкви.
По картам 1812 года называлось село Покровское, имелась церковь.